# Sorcy-Saint-Martin
Sorcy-Saint-Martin is een gemeente in het Franse departement Meuse (regio Grand Est). Sorcy-Saint-Martin telde op 1 januari 2022 1.044 inwoners. 
De gemeente maakt deel uit van het arrondissement Commercy en sinds 22 maart 2015 van het kanton Vaucouleurs. Daarvoor was het deel van het op die dag opgeheven kanton Void-Vacon.

## Geografie
De oppervlakte van Sorcy-Saint-Martin bedroeg op 1 januari 2022 21,72 vierkante kilometer; de bevolkingsdichtheid was toen 48,1 inwoners per km².

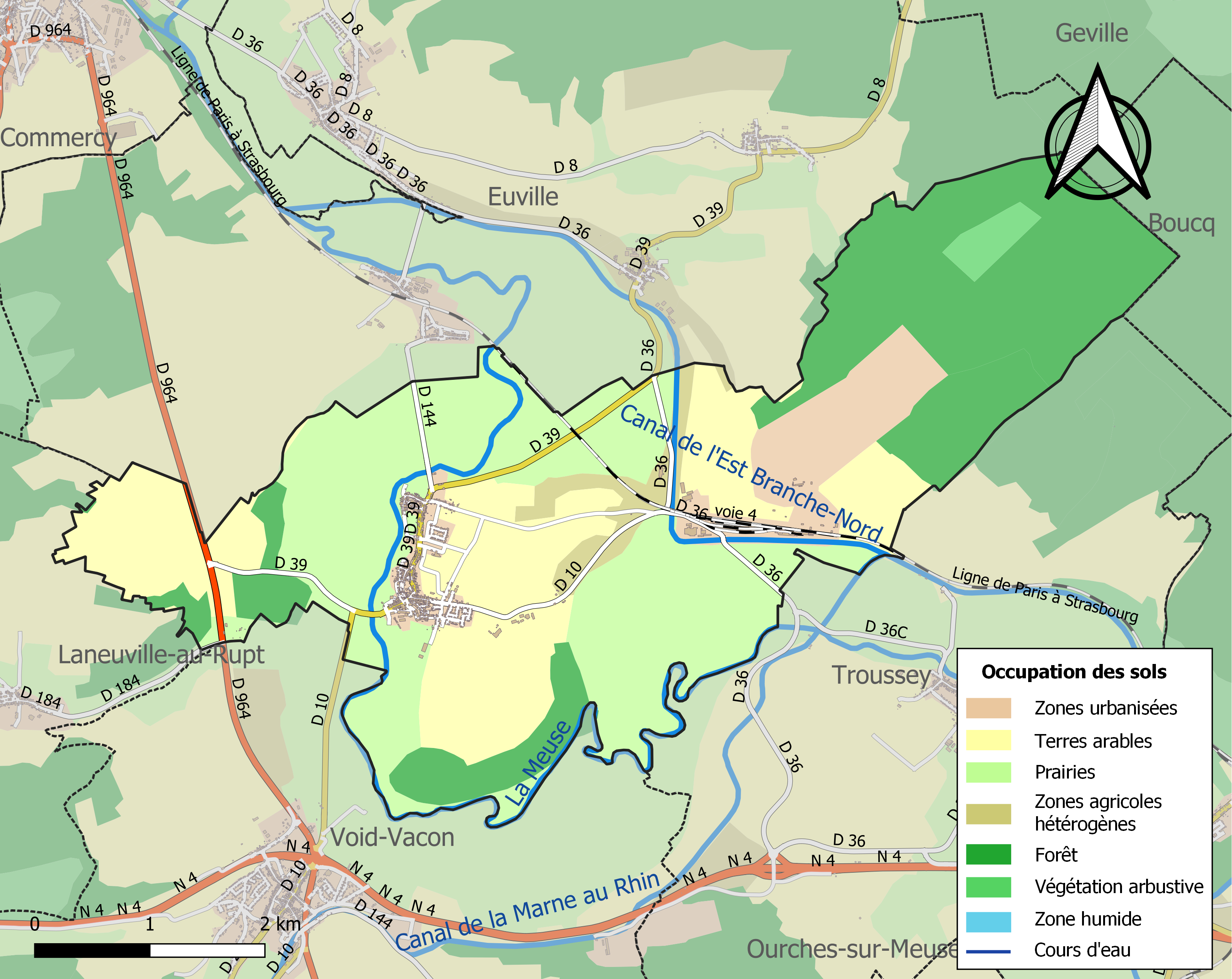
Kaart van de gemeente met de belangrijkste infrastructuur, bodemgebruik en omliggende gemeenten

## Demografie
Onderstaande figuur toont het verloop van het inwonertal (bron: INSEE-tellingen).